# Бавария (футбольный клуб, Альценау)
«Бава́рия» (нем. Fußballclub Bayern Alzenau 1920 e.V.) — немецкий футбольный клуб из Альценау. В структуру клуба входят как мужская, так и женская команда.

## История
Основан в 1920 году под названием «Альценауэр» (нем. Alzenauer Fußball Club). 16 сентября 1922 года вошёл в состав «спортивного клуба Альценау». В 1923 году вновь стал независимым под названием «Бавария Альценау». После Второй мировой войны клуб был сформирован заново под названием «SKG Alzenau». В 1947 году был вновь переименован в «Баварию».
С 1983 года клуб выступал в пятом немецком дивизионе: сначала в Ландеслиге Бавария-Север, затем — в Ландеслиге Гессен. «Бавария» Альценау выступает в Гессенлиге, в отличие от команд из соседних городов. Ранее другой командой из федеральной земли Бавария, выступавшей в структуре футбольных лиг земли Гессен, была «Виктория» из Ашаффенбурга. Это обусловлено  географической близостью города Альценау к Гессену. Худший сезон клуба пришелся на 1998 год, когда он выступал в седьмом немецком дивизионе «Bezirkliga Gelnhausen». Наивысшими достижениями клуба являются три сезона, проведенных в четвёртой по силе Лиге в структуре немецкого футбола: сезоны 2009/10 и 2011/12 в Региональлиге Юг, и сезон 2012/13 в Региональлиге Юго-Запад. В сезоне 2019/20 клуб снова выступает в Региональной лиге Юго-Запад.
История выступлений команды:
| Сезон   | Лига                        | Место | Игр. | Голы  | Очки |
| ------- | --------------------------- | ----- | ---- | ----- | ---- |
| 2011/12 | Региональная лига «Юг» (IV) | 18.   | 34   | 39:76 | 26   |
| 2010/11 | Гессенлига                  | 1.    | 34   | 77:35 | 66   |
| 2009/10 | Региональная лига «Юг» (IV) | 18.   | 34   | 22:66 | 19   |
| 2008/09 | Гессенлига                  | 2.    | 34   | 75:46 | 69   |
| 2007/08 | Оберлига Гессен             | 7.    | 34   | 54:50 | 49   |
| 2006/07 | Оберлига Гессен             | 5.    | 34   | 55:44 | 53   |
| 2005/06 | Оберлига Гессен             | 5.    | 34   | 48:45 | 54   |
| 2004/05 | Ландеслига Гессен-Юг        | 2.    | 30   | 61:37 | 54   |
| 2003/04 | Ландеслига Гессен-Юг        | 4.    | 30   | 57:28 | 57   |
| 2002/03 | Ландеслига Гессен-Юг        | 6.    | 30   | 49:30 | 51   |
| 2001/02 | Ландеслига Гессен-Юг        | 6.    | 30   | 51:31 | 49   |
| 2000/01 | Ландеслига Гессен-Юг        | 11.   | 30   | 42:41 | 38   |

## Известные игроки
- Зубайр Амири
- Родриго Мартинс
- Хайко Вестерман
- Йохен Зайц
- Иньяц Крешич